# 박찬 (드러머)
박찬(1974년 2월 7일 음력 1974년 12월 27일) ~)은 대한민국의 백두산 멤버이자 서울특별시에서 태어난 남자 가수이다.

## 도서
- 1989년 시가 있는 수요일
- 1989년 그리운 잠 (오늘의젊은시인들 7)
- 1989년 화염길
- 1989년 물방울은 홀로일 때 아름답다
- 1989년 어디로 가야 하는가
- 1989년 사막에는 모래꽃 핀다
- 1989년 한신부님 이야기
- 1989년 내가 너와 함께 있다
- 1989년 우는 낙타의 푸른 눈썹을 보았는가
- 1989년 빨래궁전
- 1997년 날개가 상한 새도 다시 날 수 있다
- 2000년 먼지 속 이슬 (문학동네시집 47)
- 2008년 외로운 식량 (박찬 시집)